# ゲイロード・テキサン・リゾート・ホテル・アンド・コンベンション・センター
ゲイロード・テキサン・リゾート・ホテル・アンド・コンベンション・センター（Gaylord Texan Resort & Convention Center）は、アメリカ合衆国テキサス州ダラス-フォートワースから約30分のグレープヴァインにあるホテルおよびコンベンション・センター。2004年4月4日に開業した。計486,000 sq ft (45,200 m2)の会議室および客室1,814室を有する。
ライマン・ホスピタリティ・プロパティーズ（旧ゲイロード・エンターテイメント・カンパニー）に所有され、マリオット・インターナショナルにより操業されている。ゲイロード・オープリーランド・リゾート・アンド・コンベンション・センター、ゲイロード・ナショナル・リゾート・アンド・コンベンション・センター、ゲイロード・パームス・リゾート・アンド・コンベンション・センターの姉妹ホテルである。
2004年、2005年、2009年、2017年、2018年、テキサス州を拠点とするゲーム・コンベンションであるQuakeConが開催された。
2015年6月28日から7月2日にTechnology Student Association全米コンベンション、2022年にTechnology Student Association全米コンペティションが開催された。
2012年、ナイトクラブのグラス・カクタスは「ビルボード」誌による北米のホットなクラブ25選に選ばれた。

## 定期的なイベント
毎年異なる企業の協賛によりチャーリー・ブラウン、くるみ割り人形、シュレック、フロスティ・ザ・スノーマンなど異なるテーマで「ICE!」および「Lone Star Christmas」が開催される。